# لارتینگتون
لارتینگتون (به انگلیسی: Lartington) یک روستا و محله مدنی در بریتانیا است که در County Durham واقع شده‌است. لارتینگتون ۱۳۵ نفر جمعیت دارد.